# Jacques Jeancard
Jacques-Marie-Joseph Jeancard OMI (* 2. Dezember 1799 in Cannes; † 6. Juli 1875 in Paris) war ein französischer Ordensgeistlicher und römisch-katholischer Weihbischof in Marseille.

## Leben
Jeancard empfing am 20. Dezember 1823 das Sakrament der Priesterweihe durch den Bischof von Fréjus, Charles-Alexandre de Richery. Am 23. Juli 1834 folgte seine Inkardination im Bistum Marseille.
Am 18. März 1858 wurde Jeancard zum Weihbischof in Marseille und Titularbischof von Ceramus ernannt. Die Bischofsweihe spendete ihm am 28. Oktober desselben Jahres der Bischof von Marseille, Eugen von Mazenod; Mitkonsekratoren waren Joseph-Antoine-Henri Jordany, Bischof von Fréjus sowie Jacques-Marie-Achille Ginoulhiac, Bischof von Grenoble. Jeancard war Teilnehmer des Ersten Vatikanischen Konzils.
Am 21. Mai 1861 wurde Jeancard als Weihbischof emeritiert. Er starb am 6. Juli 1875 im Alter von 75 Jahren.